# ニコラ・シュビッチ・ズリンスキ

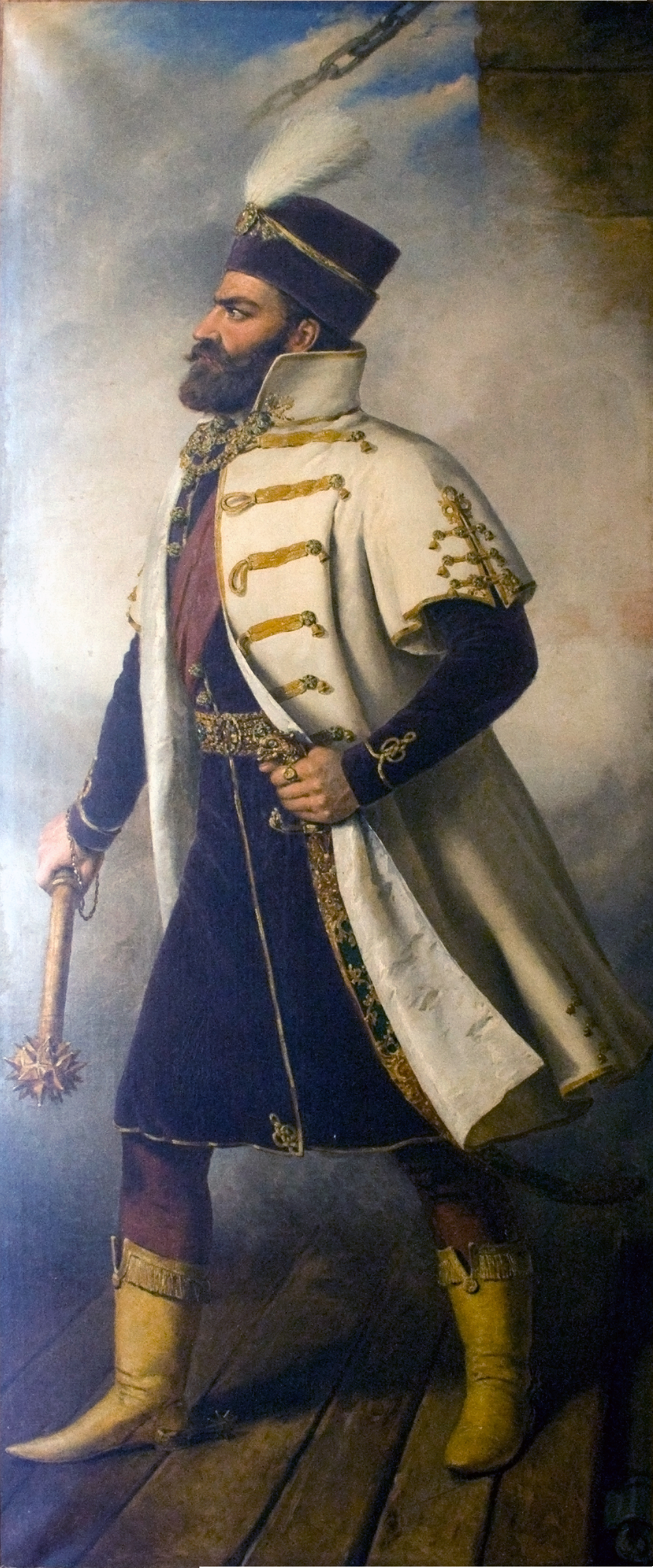
ズリーニ・ミクローシュの肖像、バラバーシュ・ミクローシュ画、1842年

ニコラ・シュビッチ・ズリンスキ （クロアチア語:Nikola Šubić Zrinski、ハンガリー語:Zrínyi Miklósズリーンニ・ミクローシュ、1508年 - 1566年9月7日）は、クロアチアの将軍で、ハプスブルク家に仕えた。彼はクロアチア貴族ズリンスキ家の出身で、1542年から1556年までクロアチアのバン（総督に相当）であった。

## 生涯

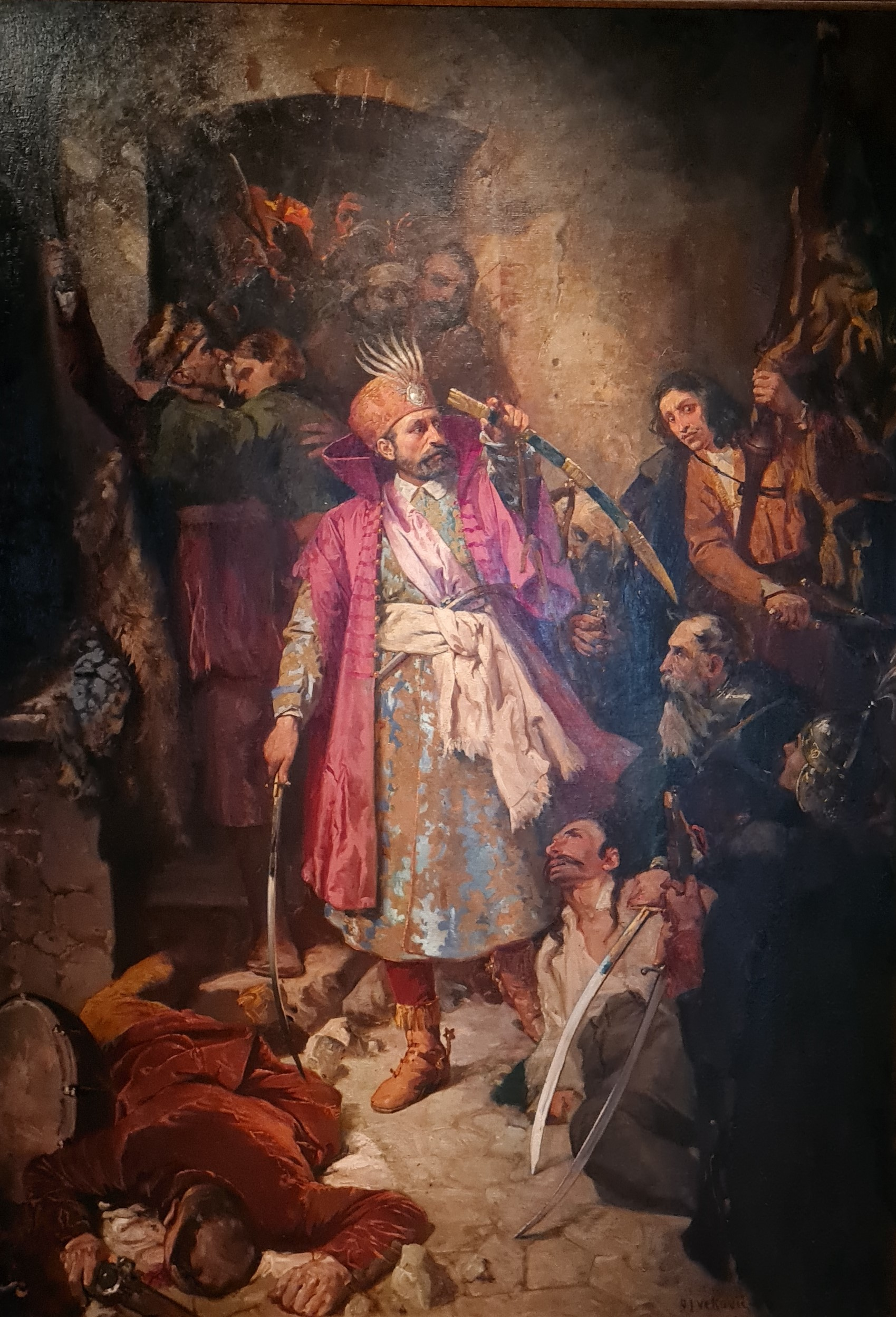
オトン・イヴェコヴィッチによるズリンスキ像

ニコラは、父ニコラと母イェレナ・カルロヴィッチ（後にクロアチアのバンとなるイヴァン・カルロヴィッチの姉妹）の子としてズリン村で生まれた。彼は1529年の第一次ウィーン包囲で頭角を現し、1542年には400人のクロアチア兵と戦いに加わることで敗色濃厚であったペシュトから帝国軍を救った。この働きのために彼はバンに任命された。1542年、彼はソムリョの戦いでオスマン帝国軍と戦った。
1543年、ニコラはカタリナ・フランコパン（スチェパン・フランコパン・オザリスキ伯の姉妹）と結婚し、彼女の持つ多くの所領を継承した。彼女との間には多くの子供が生まれ、ニコラの後を継いだのはユーライ（Juraj）であった。神聖ローマ皇帝フェルディナント1世は、ニコラにハンガリーとクロアチアに大きな資産を授けた。そのために彼はクロアチア人有力者としてほとんどマジャル人と同格になっていった。1556年、ニコラは対オスマン帝国との連戦に勝利し、バボーチャの戦いで絶頂期に達した。
しかしクロアチア人たちは、ニコラがマジャル人のために戦っているから同胞をないがしろにしているという非難で、自分たちのバンを苦しめ、皇帝は同時期に彼から上クロアチアの職を奪った。そしてニコラをクロアチア側を支援する目的で1万人の兵と送り込んだ。その時、マジャル人は他国からの支援なしに孤立していた。1563年、ハンガリー王として皇帝マクシミリアン2世が戴冠した際、ナダスディ・トマシュの死後空席となっていた、ハンガリーの宮宰という高位を獲得しようとかいのない望みを抱いて、ニコラは式典に3000人のクロアチアとマジャルの騎馬貴族の統領として出席した。1564年に二度目の妻エヴァ・ロジュンベルク（ボヘミアの裕福な女性相続人）と再婚したすぐ後、彼は軍政国境地帯を守るために急いで南進し、セゲドでトルコ軍を敗退させた。1566年8月5日から9月7日まで、彼の小部隊（2,300人）は、スレイマン1世自ら率いる90,000人ものトルコ軍に対して、シゲトヴァールの小さな要塞を英雄的に守り抜いた（シゲトヴァール包囲戦）。戦闘は、絶望的な出撃の中のズリンスキや駐屯していた兵全員の戦死で幕を閉じた。

## 遺物
ニコラ・シュビッチ・ズリンスキは、クロアチアのバンで詩人であったニコラ・ズリンスキ、その弟ペータル・ズリンスキの曾祖父にあたる。兄のニコラ・ズリンスキはハンガリー語で叙事詩『シゲトの悲しみ』（Opsada Sigeta）を書き、その中で曾祖父ニコラを英雄として描き、ハンガリー文化の中での地位を固めた。叙事詩を印刷したものが現在も残っており、ハンガリー文学の金字塔の一つとみなされている。ニコラ・シュビッチ・ズリンスキは、クロアチアとハンガリー両国で国民的英雄とされている。クロアチアの首都ザグレブにある公園は、彼にちなみニコレ・シュビツァ・ズリンスコグ公園（"Trg Nikole Šubića Zrinskog"）と名付けられている。

## 参照
- Lendvai, Paul: Die Ungarn: Eine tausendjährige Geschichte, C. Bertelsmann Verlag, Munich, 1999 (Title No.021/00218),Chapter 12.[検証用の引用文が必要]
- この記事にはアメリカ合衆国内で著作権が消滅した次の百科事典本文を含む: Chisholm, Hugh, ed. (1911). "Zrinyi, Miklós, Count (elder)". Encyclopædia Britannica (英語). Vol. 28 (11th ed.). Cambridge University Press. p. 1045.